# Kulturpreis der Stadt Fürth
Der Kulturpreis der Stadt Fürth würdigt seit 1970 Personen mit herausragenden Leistungen im Bereich Kunst, die durch Geburt, Leben oder Wirken mit Fürth verbunden sind. Die heute gültigen Richtlinien traten nach Beschluss des Stadtrats vom 21. Dezember 2011 zum 1. Januar 2012 in Kraft.
Für die Vergabe der Preise stehen alle 2 Jahre 12.000 € (je 6.000 € aus zwei Haushaltsjahren) zur Verfügung. Sollten durch die Preiswürdigkeit von vorgeschlagenen Personen oder Gruppen in der Zusammensetzung der Preisgelder 13.000 € benötigt werden, sind 1.000 € aus dem frei verfügbaren Fonds derselben Haushaltsstelle zu entnehmen.
- Das Preisgeld für den Kulturpreis der Stadt Fürth beträgt 6.000 €.
- Die Kulturförderpreise der Stadt Fürth sind mit je 2.000 € ausgestattet.
- Der Sonderpreis Kultur der Stadt Fürth ist mit je 3.000 € ausgestattet.
- Der Leonhard und Ida Wolf-Gedächtnispreis ist mit je 1.500 € ausgestattet.

Seit 1996 verleiht die Stadt zu Ehren ihres großen Sohnes den Jakob-Wassermann-Literaturpreis.

## Preisträger: Kulturpreis der Stadt Fürth
Der Kulturpreis der Stadt Fürth kann an eine durch Geburt, Leben oder Werk mit Franken verbundene Persönlichkeit zur Würdigung ihrer außergewöhnlichen Leistungen und/oder dauerhaften Verdienste auf dem Gebiet von Kunst und Kultur verliehen werden. Stand 2020 ist er mit 4.000 Euro dotiert.
- 1970: Werner Heider, Komponist, Pianist und Dirigent
- 1993: Kunihiko Kato, Bildhauer
- 1995: Jutta Czurda, Tänzerin
- 1996: Johann Helmut Schmidt-Rednitz, Maler (4. Juni 1930–21. März 2015)
- 2000: Christel Opp, Dirigentin
- 2002: Ortwin Michl, Maler und Kunstprofessor
- 2004: Thilo Wolf, Jazzpianist und Big-Band-Leader
- 2007: Ewald Arenz, Autor
- 2009: Oliver Boberg, bildender Künstler
- 2012: Heinrich Hartl, Komponist, Pianist
- 2014: Andreas Oehlert, Objektkünstler, Zeichner
- 2018: Matthias Egersdörfer, Kabarettist
- 2022: Leonhard F. Seidl, Schriftsteller; Lutz Krutein, Künstler; Maximilian Heimler, Jazzmusiker

## Preisträger: Großer Kulturpreis der Stadt Fürth
Seit 2020 wird der Große Kulturpreis vergeben. Er ist mit 8.000 Euro dotiert.
- 2020: Naomi Blume, Historikerin
- 2022: Inge Gutbrod, bildende Künstlerin
- 2024: Norbert Nagel, Musiker[1]

## Preisträger: Kulturförderpreise der Stadt Fürth
Kulturförderpreise der Stadt Fürth konnten an Personen oder Gruppen verliehen werden, die durch Geburt, Leben oder Werk mit Franken verbunden sind, die förderungswürdige Leistungen auf dem Gebiet von Kunst und Kultur erbracht haben und dabei weitere positive Entwicklungen erkennen lassen. Bei einer Reform der Kulturpreisvergaben wurde der Kulturförderpreis 2022 als eigenständiger Preis eingestellt und nicht mehr vergeben.
- 1971: Harald Hubl, Walter Zimmermann
- 1972: Ortwin Michl, Maler; Gerd Scherm, Schriftsteller
- 1976: Chris Bruder, bildender Künstler
- 1986: Thilo Wolf, Jazzpianist und Big-Band-Leader
- 1989: Hjalmar Leander Weiss, Maler, bildender Künstler; Jutta Czurda, Tänzerin
- 1998: Inge Gutbrod, bildende Künstlerin
- 2001: Peter Stutzmann, bildender Künstler
- 2005: Elisen Quartett: Anja Schaller und Maria Schalk (Violinen), Karoline Hofmann (Viola), Irene von Fritsch (Violoncello); Christoph Müller, Posaunist, Komponist
- 2006: Sabine Härting, Malerin; Elke Fenneteau, bildende Künstlerin; Kammerorchester KlangLust!
- 2008: Sascha Banck, bildende Künstlerin; Daniela Holweg, Musikerin; Theater aus dem Kultur Kammer Gut
- 2010: Bianca Schelling, Malerin; Mathias Wehr, Dirigent; Theater Jugend Club Fürth
- 2012: Julia Frischmann, Malerin; Christoph Schedler, Tänzer
- 2014: Sigrun Arenz, Schriftstellerin; Kathrin Hausel, bildende Künstlerin
- 2016: Ursula Kreutz, Malerin; Benjamin Zuber, bildender Künstler; John Lidfors, Chordirigent
- 2018: Lara Ermer, Literatur; Pawel Zalejski, Musik
- 2020: Barbara Engelhard, Kunst; Moritz König, Musik

## Preisträger: Sonderpreise Kultur der Stadt Fürth
Der Sonderpreis Kultur der Stadt Fürth wurde von 2012 bis 2022 an Personen, Gruppen und Einrichtungen vergeben, die im Kulturleben der Stadt Fürth kontinuierliche und/oder herausragende Akzente setzen und nachhaltig wirken. 
- 2012: Bernd Noack, Journalist
- 2014: Sirka Schwartz-Uppendieck und Ingeborg Schilffarth, künstlerische Leiterinnen der Fürther Kirchenmusiktage
- 2016: Franz Janetzko, bildender Künstler; Ingrid Lamatsch, Brauchtumspflegerin
- 2018: Günter Derleth, Fotograf
- 2020: Kunstkeller o27 e. V.

## Preisträger: Stadtratspreis
Seit 2020 wird ein Kulturpreis durch den Stadtrat der Stadt Fürth vergeben.
- 2020: Comödie Fürth
- 2022: Die Jungen Fürther Streichhölzer

## Preisträger: Leonhard und Ida Wolf-Gedächtnispreis
Das Fürther Geschwisterpaar Leonhard (1897–1983) und Ida (1892–1993) Wolf stiftete einen Gedächtnispreis zur Förderung junger Künstler aus den Bereichen Musik und Bildende Kunst, die in Mittelfranken, bevorzugt in Fürth und Nürnberg, leben. Der Preis wird seit 1995 verliehen.
- 1995: Lilian Gern (Klavier), Christof Kuen (Viola), Stefan Nützel (Malerei), Marion Reinhard (Fagott), Stefan Schultz (Trompete)
- 1996: Birgit Kölbl (Musik), Xenia Löffler (Musik), Heidi Schiekofer (Musik), Doris Webersberger-Maier (Bildende Kunst), Corinna Zimprich (Musik)
- 1998: Karsten Friedrich (Schlagzeug), Stefan Raith (Violine), Julia Rempe (Sopran), Dieter Wittmann (Bildende Kunst)
- 2001: Konrad Hütten (Violoncello), Hildegard Kuen (Viola), Katja Lunkenheimer (Klavier), Tine Melzer (Bildende Kunst), Christine Michler (Viola)
- 2003: Wolfgang Auer (Flöte), Christine Michler (Viola), Nina Riedmann (Violoncello), Lisa Maria Schachtschneider (Klavier), Florian Tuercke (Bildende Kunst)
- 2005: Monika Lück (Blockflöte), Roland Klappstein (Bariton), 4rhythm (Musik)
- 2007: Julia Frischmann (Bildende Kunst), Katharina Schmerer (Gesang), Fløtscum (Musik)
- 2009: Eva Landendörfer, Georg Stanka, Bastus Trump, Sixphones
- 2012: Julius Beck, Carina Madsius
- 2014: Lena Dobler (Singer-Songwriterin), Oliver Riedmüller (Saxophon), Michael Höfner (Schlagzeug)
- 2016: Imke Hagedorn (Klavier), Waldemar Darscht (Violine), Moritz König (Violine)
- 2017: Laura Reicher (Klavier), Mortiz Neukam (Bass), Victor König (Fagott)
- 2020: Elena Steri (Singer-Songwriterin), Elena Trägler (Tanz, Ballett), Jan Gemeinhardt (Bildende Kunst, freie Malerei)

Außer in Fürth wird ein Leonhard und Ida Wolf-Gedächtnispreis auch in München verliehen.